# Robert M. Grant
Robert Morris Grant (Bristol, 23 gennaio 1948) è un economista britannico, noto per il suo contributo nel campo della strategia aziendale.

## Biografia
Professore ordinario e titolare della "ENI Chair of Strategic Management in the Energy Sector" presso l'università Bocconi di Milano. In precedenza ha insegnato presso: Georgetown University, London Business School, City University, California Polytechnic, UCLA, University of British Columbia, e University of St. Andrews (Scozia). È inoltre editore associato della rivista Long Range Planning e membro del Comitato editoriale delle riviste Strategic Management Journal, Journal of Management Studies e Strategy & Leadership.

## Opere
- Robert M. Grant, Judith Jordan, Fondamenti di strategia, 2013, Bologna, Il Mulino
- Robert M. Grant, L'analisi strategica per le decisioni aziendali, 2016, Bologna, Il Mulino ISBN 978-88-15-25959-2